# Firkin (zespół muzyczny)
Firkin – węgierska grupa muzyczna, grająca muzykę z nurtu celtic punk i folk rock.

## Historia
Zespół powstał w styczniu 2008 roku i został założony z inicjatywy flecisty Pétera Jánosa. Jego nazwa pochodzi od angielskiej miary piwa, dostarczanego do pubów lub beczki do takiego piwa.
Firkin wielokrotnie koncertował na terenie samych Węgier, jak również w Kanadzie, Wielkiej Brytanii, Francji, Szwajcarii, Hiszpanii, Holandii, Belgii, Niemczech, Austrii, Rumunii oraz na Słowacji i Ukrainie. Brał udział w takich festiwalach jak Sziget Festival (2014, 2017) i Wacken Open Air (2014). W Polsce wystąpił w 2017 roku w ramach Czad Festiwal
W 2017 roku czwarty studyjny album zespołu Finger In The Pie otrzymał węgierską nagrodę muzyczną "Fonogram". Do tej nagrody nominowane były również poprzednie albumy grupy: Firkinful Of Beer, Igyunk Pálinkát! oraz Keep On Firkin. Natomiast w 2016 roku utwór Focimese został oficjalnym hymnem piłkarskiej reprezentacji Węgier podczas turnieju EURO 2016.

## Skład zespołu
- Kelemen Ákos (Ákos) - wokal
- Péter János (PJ) - flety
- Lili Virág (Lili) - skrzypce
- Balázs Kárpáti (Bazsi) - gitara
- Szuna Péter (Shuti) - gitara basowa
- Róbert Juhász (Ese) - perkusja

## Dyskografia

### Albumy studyjne
- Firkinful Of Beer (2009)
- Whup! (2010)
- Igyunk Pálinkát! (2012)
- Finger In The Pie (2014)
- We Are The Ones (2017)
- Rumini Tükör-szigeten (musical dziecięcy, 2023)
- Spice It Up! (2023)
- Kocsmadalok (2024)

### Albumy koncertowe
- Keep On Firkin (2013)

### Single, EP
- Revox (EP, 2015)
- Start Again (singiel, 2016)
- Into The Night (singiel, 2017)
- Still Alive! (singiel, 2021)

Źródło: strona zespołu, Discdogs

## Galeria

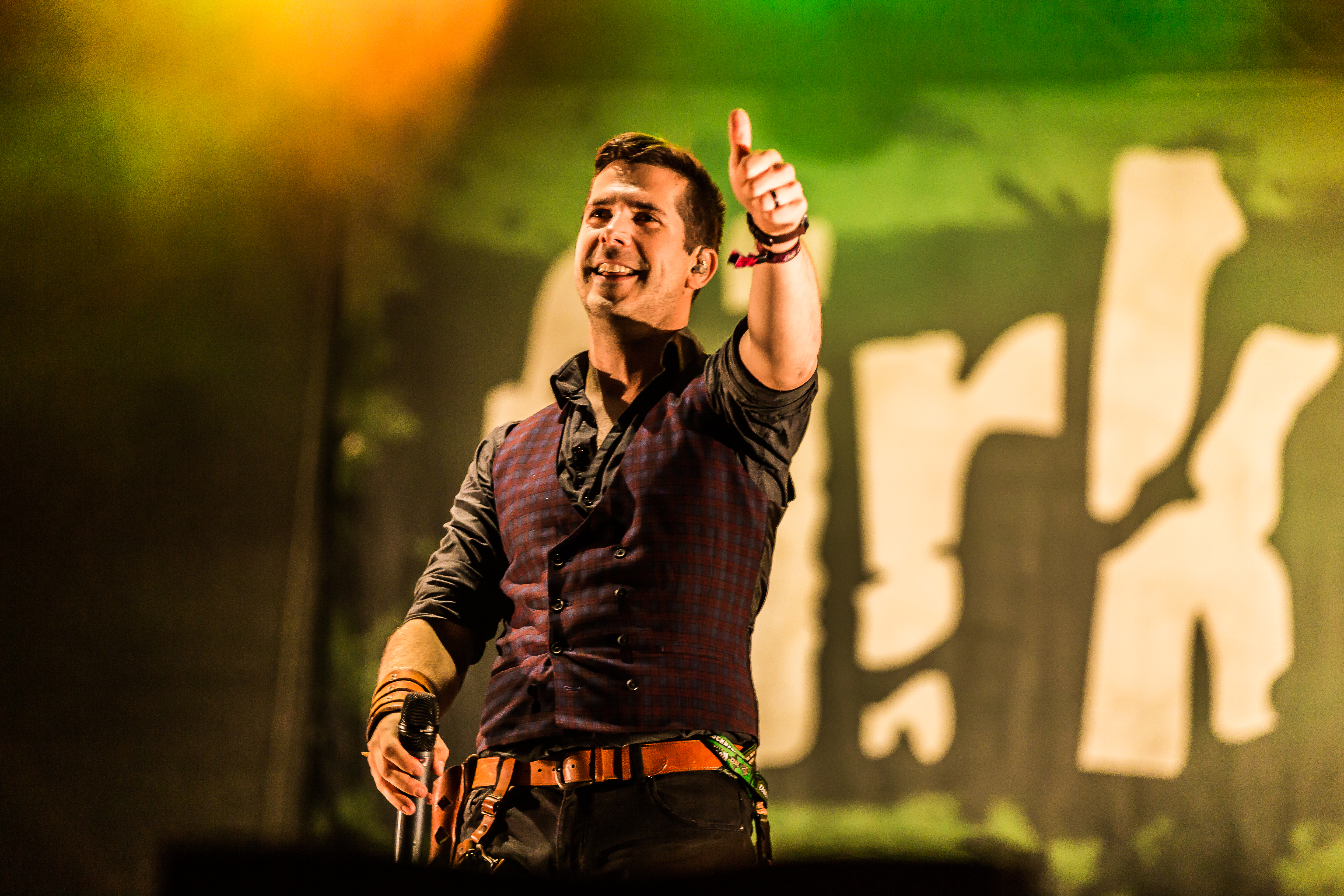
Kelemen Ákos
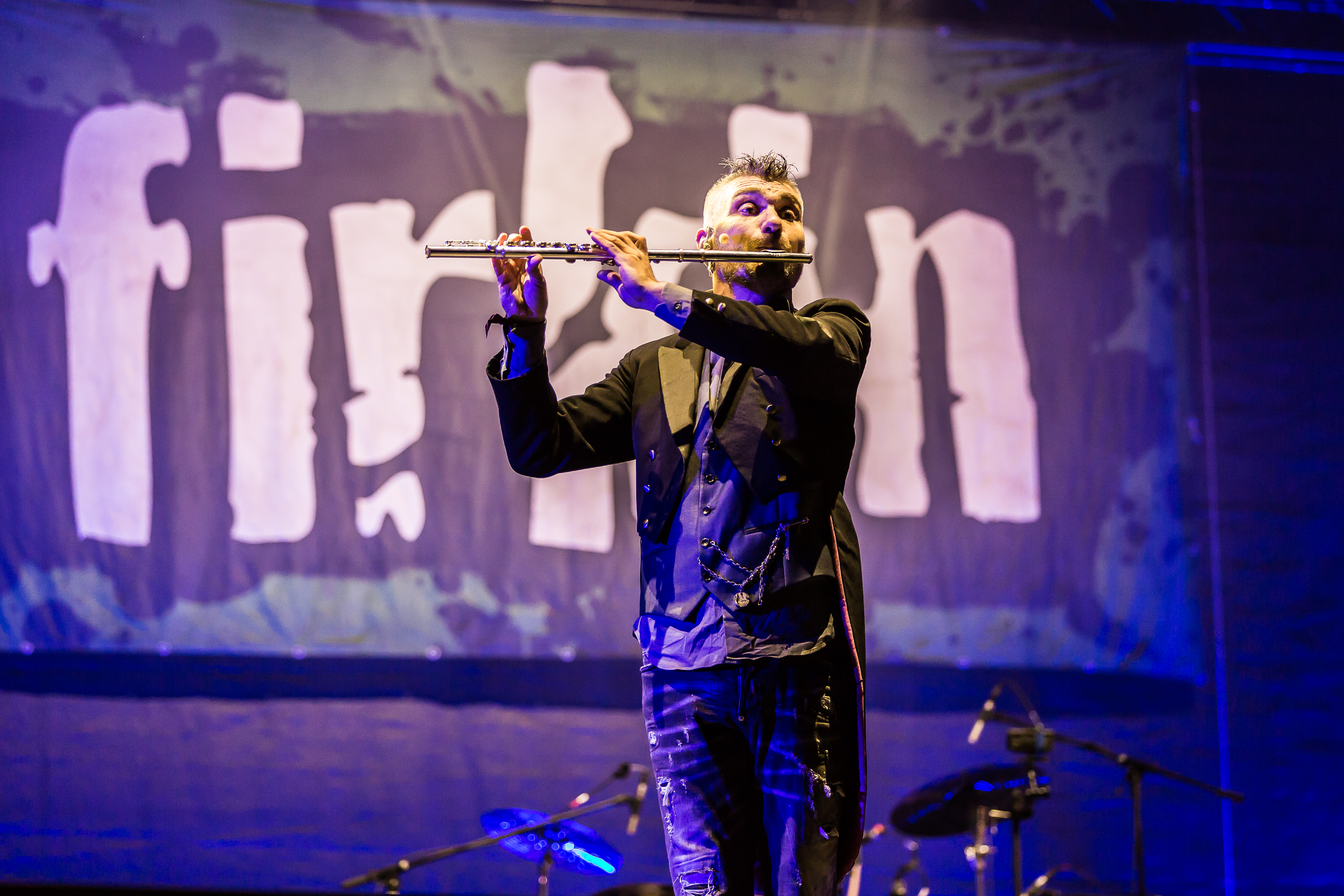
Péter János
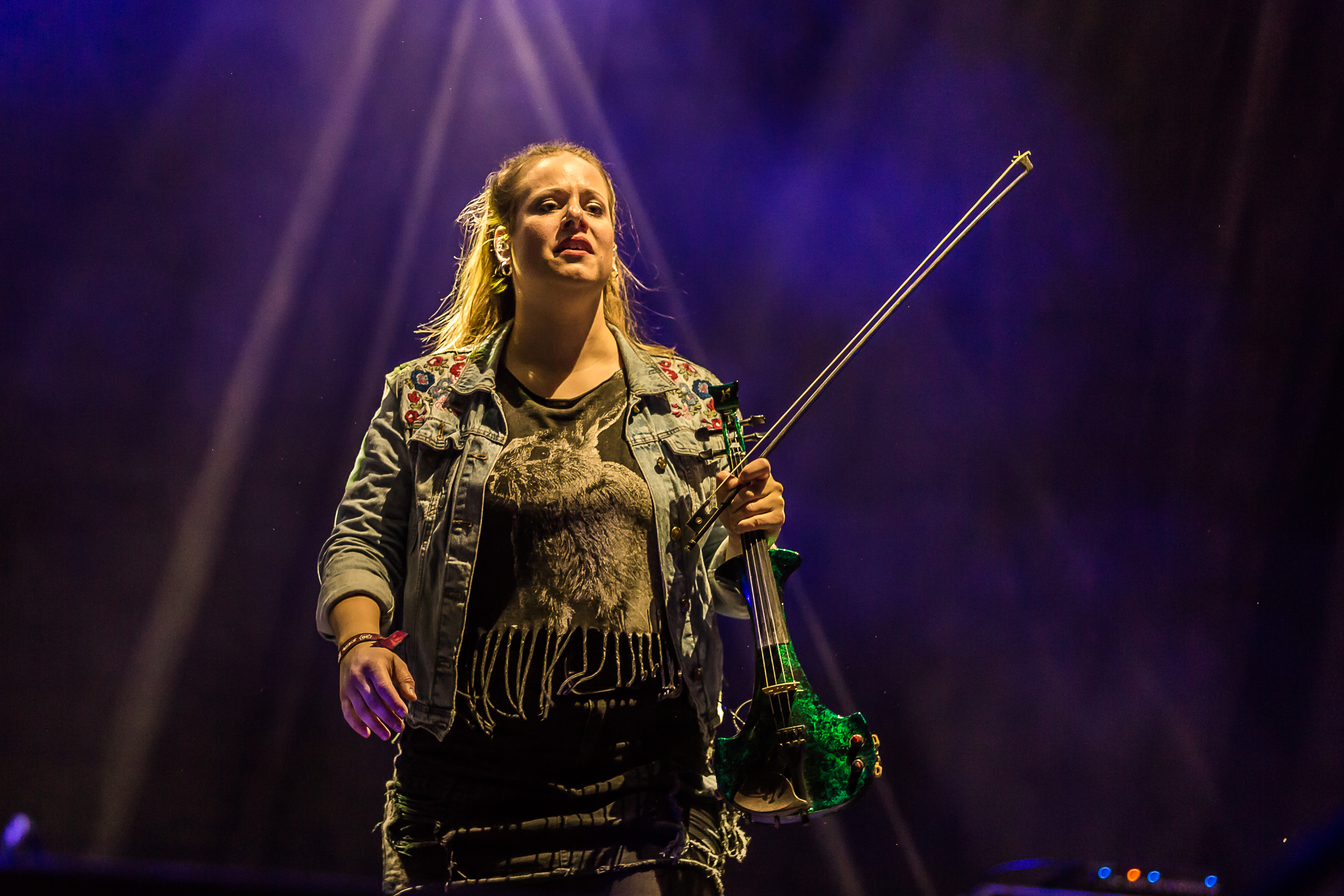
Lili Virág
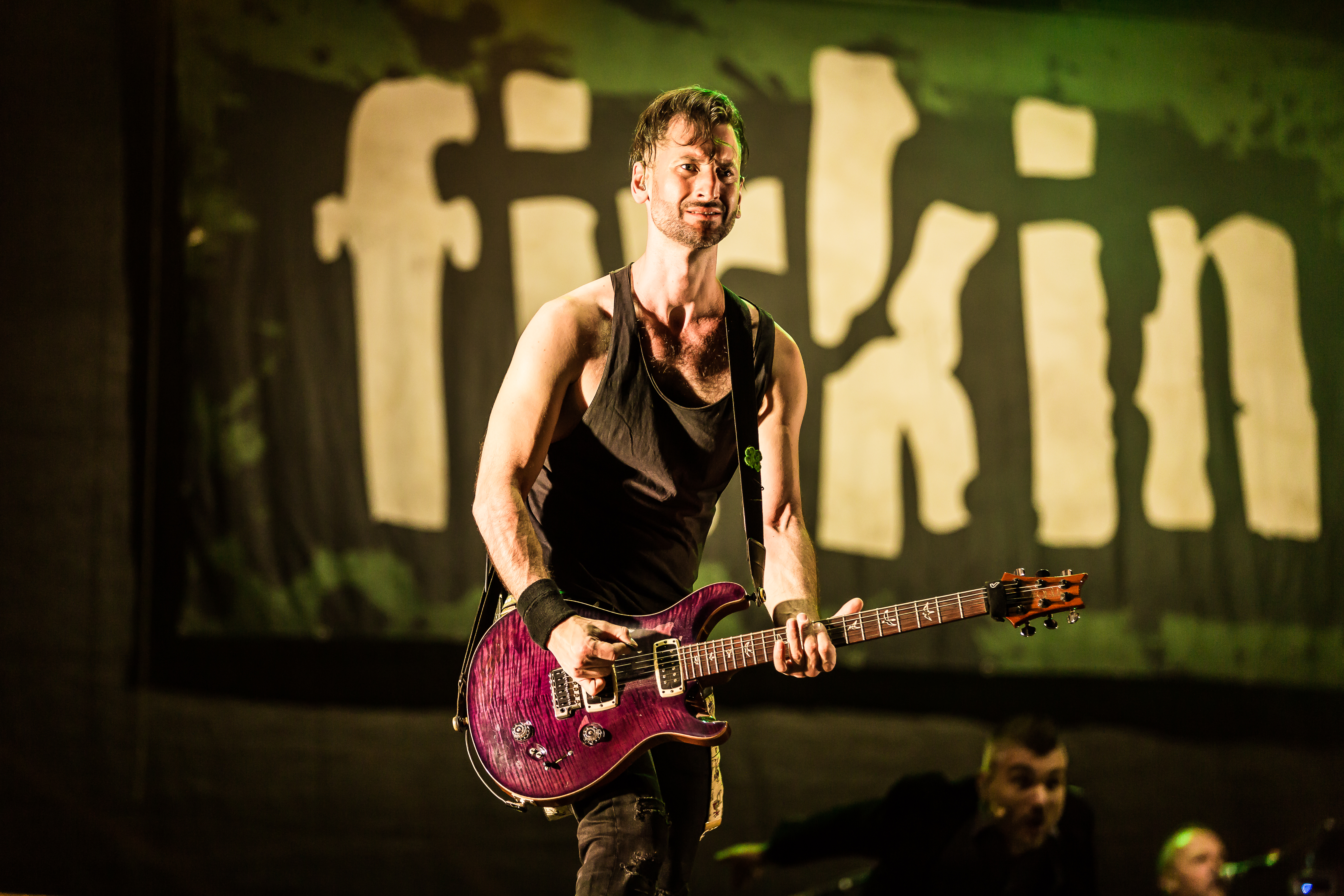
Balázs Kárpáti
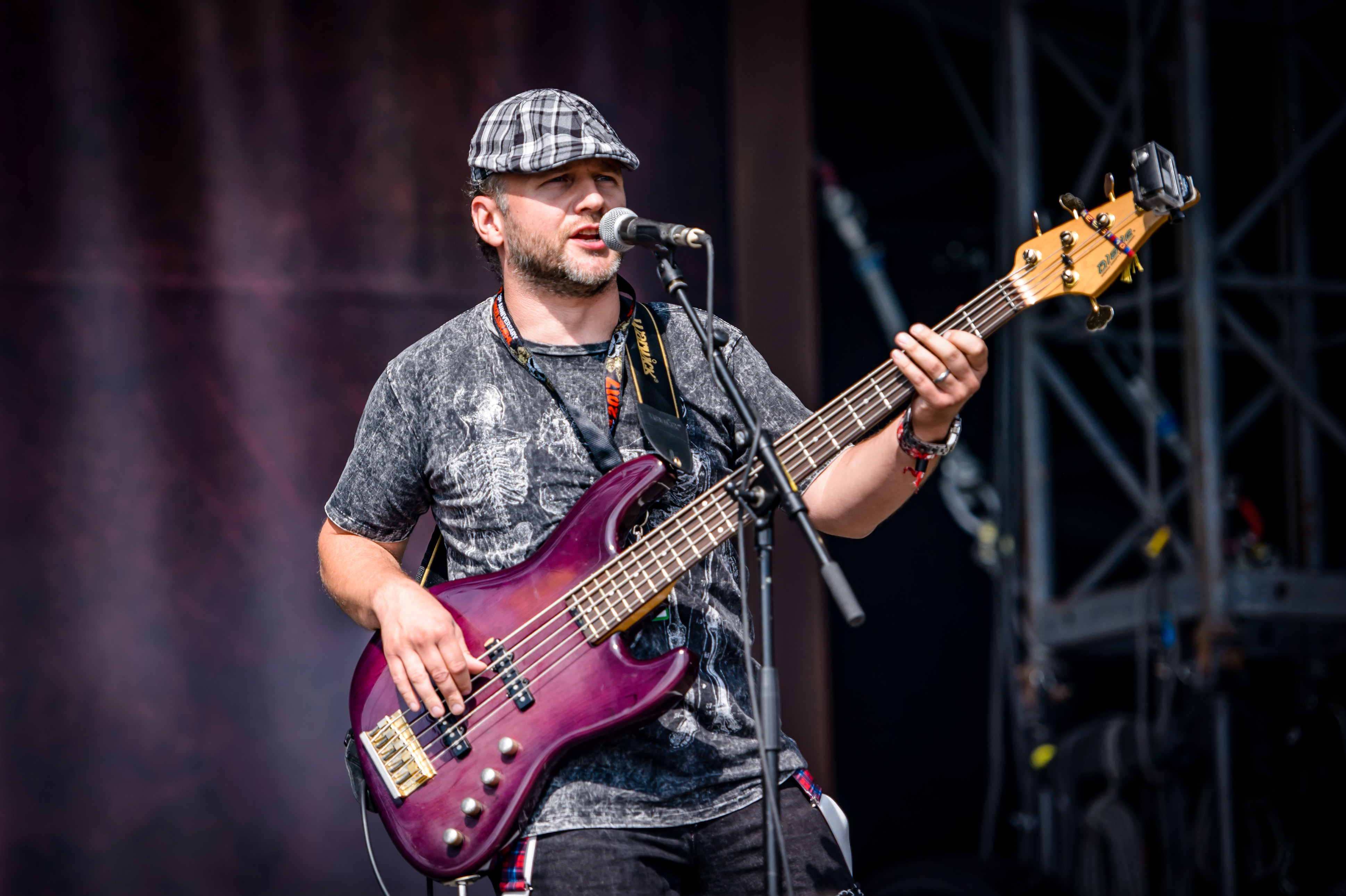
Szuna Péter
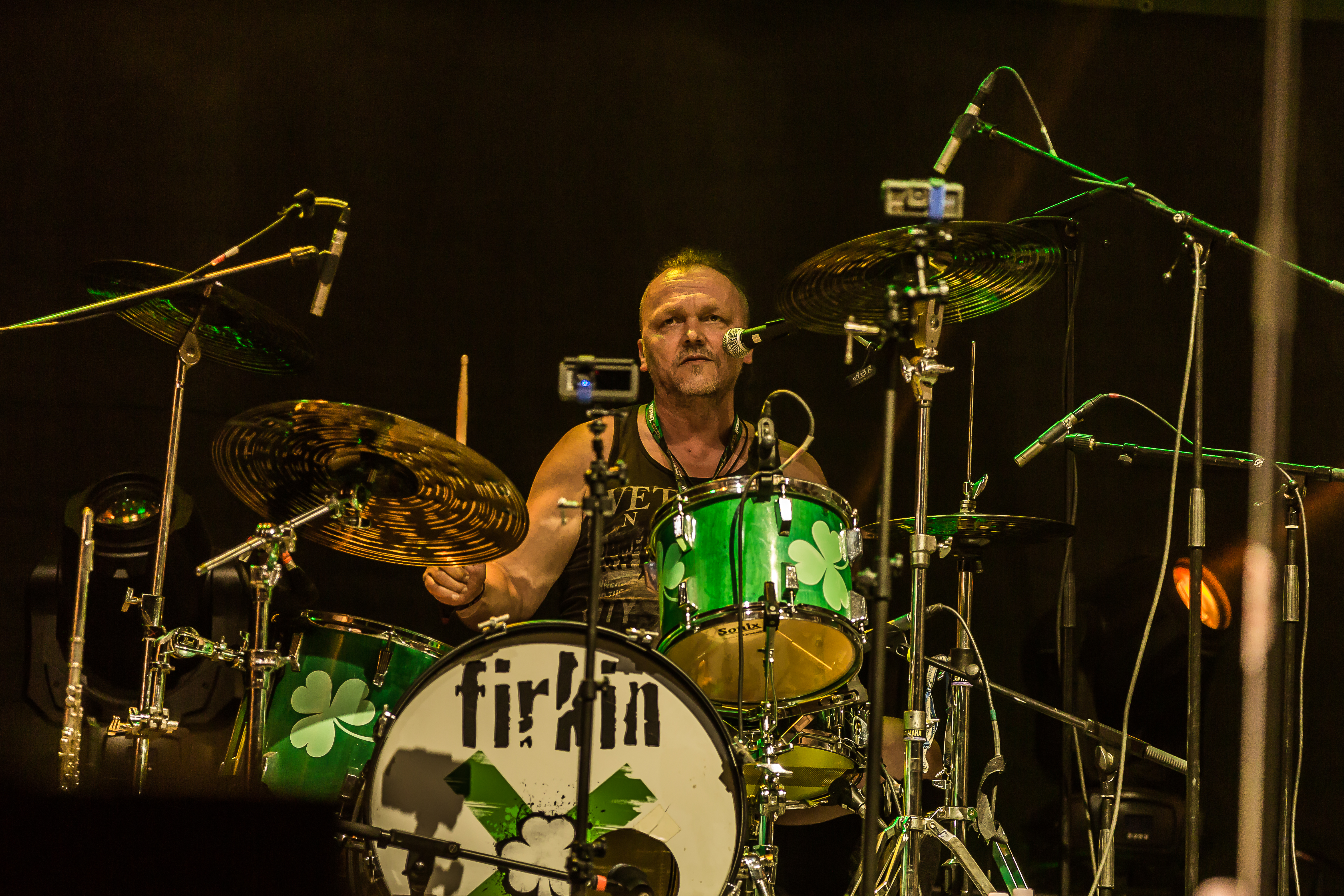
Róbert Juhász